# بهشت پنهان
بهشت پنهان فیلمی به کارگردانی کامران قدکچیان و نویسندگی حمید خیرالدین، اسماعیل رحیم زاده محصول سال ۱۳۷۳ است.

## خلاصه داستان
«کوپر» سیاستمداری با ازدواج دخترش با یک جوان دانشجوی ایرانی «علیرضا» مخالف است، اما دخترش به رغم مخالفت‌های پدر با «علیرضا» ازدواج می‌کند. «کوپر» که موقعیت و پست خود را در خطر می‌بیند، غریبه‌ای آدمکش را اجیر می‌کند تا علیرضا را بکشد. آدمکش جوانی به نام «خسرو» است که با همسرش «یاسمین» که مبتلا به ایدز است در پاریس زندگی می‌کند. «خسرو» قرار می‌گذارد تا در برابر دریافت ویزای آمریکا «علیرضا» را بکشد اما پس از آشنایی با او از قصد خود منصرف می‌شود و در حالی که خود دچار تحولات روحی شده‌است به «علیرضا» و «نرجس» کمک می‌کند تا به ایران فرار کنند…

## بازیگران
- ابوالفضل پورعرب در نقش خسرو
- فاطمه گودرزی در نقش یاسمن
- حسین فلاح  در نقش علیرضا
- سامانتا شونبرگ  در نقش نرجس
- عیسی صفایی در نقش پدر یاسمن
- پروین نیک‌سرور در نقش مادر یاسمن
- سید رضا جدا در نقش کوپر
- حسن نوری در نقش بهروز
- خرم راشدی در نقش گوریل
- ژیلبر کاندرو در نقش سرایدار
- سسیلیا مارتین در نقش منشی کوپر
- ممدو مایا در نقش راننده کوپر
- ژوزه اشتنبرگ در نقش جاهل جلوی کاباره
- میشل شاردون در نقش جاهل جلوی کاباره
- ژووایو کرنتا در نقش پیرمرد محله نقاش‌ها
- شهریار پارسی‌پور در نقش حداد